# Дофини на Оверн
Дофинатството на Оверн (на френски: Dauphiné Auvergne) се създава чрез разделянето на Графство Оверн през 1155 г., след като през 1147 г. граф Вилхелм VII Младши е пререден от своя чичо, граф Вилхелм VIII Старши. Младият граф успява да защити за себе си Льо Пюи-ан-Веле (Le Puy-en-Velay) и Клермон-Феран (Clermont-Ferrand).
Вилхелм VII и неговите наследници се наричат след това Графове на Оверн и Клермон, след 1281 г., Графове на Клермон и дофини на Оверн (В завещанието на граф Роберт II се казва: Robertus comes Claromontensis et Alvernie Delphinus). Наследниците на Роберт се наричат с титлата Дофин на Оверн.

## Дофинина Оверн
- Вилхелм VII дофин (Вилхелм IV) (1155-1169)
- Роберт I дофин на Оверн (Роберт IV) (1169-1235)
- Вилхелм VIII дофин (1235-1240)
- Роберт V дофин (Роберт VI или Роберт I) (1240-1262)
- Роберт VI дофин (Роберт VII или Роберт II) (1262-1282)
- Роберт VII дофин (Роберт VIII или Роберт III) (1282-1324)
- Жан, дофин на Оверн (1324-1352), син на
- Берауд I, дофин на Оверн (1352-1356), син на
- Берауд II, дофин на Оверн (1356-1400), син на
- Берауд III, дофин на Оверн (1400-1426), син на
  - Анне (1400-1417), дъщеря на Берауд II
- Жана, дофина на Оверн (1426-1434) (или Мари), дъщеря на Берауд III, омъжва се за Луи I, граф на Montpensier (1434-1486)
  - Жан, Бурбон (1417-1434), най-големият внук на Анне
- Луи I, граф на Монпансие, дофин на Оверн (1434-1486), най-малкият внук на Анне и съпруг на Joanna
- Гилберт, граф на Монпансие, дофин на Оверн (1486-1496), син на
- Луи II, граф на Монпансие, дофин на Оверн (1496-1501), син на
- Шарл III, херцог на Бурбон, дофин на Оверн (1501-1527), син на

От 1525-1538 г. Дофинатът е конфискуван от краля и е собственост на кралската корона.
- Луиза дофина на Оверн (1527-1561), най-възрастната сестра
- Луи III, дофин на Оверн (1561-1583), син
- Франс, дофин на Оверн (1583-1592)
- Хенри, дофин на Оверн (1592-1608)
- дофин на Оверн I, дофинa на Оверн (1608-1627), se омъжва за Гастон, херцог на Орлеан (1608–1660)
- Анне, херцогиня на Монпансие, Анне-Мари II, дофина на Оверн (1627-1693), дъщеря на Анне-Мари I

- Елизабета Шарлота, Princess Palatine, дофина на Оверн (1652–1722), омъжва се за Филип I, херцог на Орлеан, дофин на Оверн
- Филип II, херцог на Орлеан, дофин на Оверн, син на Елизабета Шарлота